# 605499 Krupko
605499 Krupko este o planetă minoră (asteroid), cu un diametru de 3 km, din centura de asteroizi. A fost descoperită pe 30 august 2011 la Severokavkazskaia astronomiceskaia stanția Kazanskogo universiteta⁠(d) de . 
Obiectul prezintă o orbită caracterizată de o semiaxă mare de 3,0691275709555 UAi, o excentricitate de 0,037734387822949, o înclinație de 9,6247233983144 ° în raport cu ecliptica.